# کیوکی (ویرجینیا)
کیوکی (به انگلیسی: Keokee) یک منطقهٔ مسکونی در ایالات متحده آمریکا است که در شهرستان لی، ویرجینیا واقع شده‌است. کیوکی ۱۱٫۲ کیلومتر مربع مساحت و ۴۱۶ نفر جمعیت دارد و ۶۳۴ متر بالاتر از سطح دریا واقع شده‌است.